# أيل أسود الذيل
أيل أسود الذيل (الاسم العلمي: Odocoileus hemionus columbianus) هو نوع من الأيائل تقطن الغابات الساحلية في شمال غرب المحيط الهادئ في أمريكا الشمالية وهو نويع من الأيل الآذن. بعض المراجع تُصنفهم أنواعًا، ولكن أغلب المراجع الحديثة تُصنفهم نويعاتٍ. يوجد الأيل الآذن الكولومبي (O. h. columbianus) في غرب أمريكا الشمالية، من شمال كاليفورنيا إلى السواحل الشمالية الغربية للولايات المتحدة وعلى ساحل كولومبيا البريطانية في كندا. ويوجد أيل سيتكا (O. h. sitkensis) على ساحل كولومبيا البريطانية وجنوب شرق ألاسكا ووسط جنوب ألاسكا (حتى جزيرة كودياك).